# Cameron Coleman
Cameron Jamal Coleman (Allen, 15 gennaio 1992) è un cestista statunitense.